# زكريا شرارة
زكريا يحيى شرارة (مواليد 1 يناير 1986 في بيروت ) هو لاعب كرة قدم لبناني محترف، يلعب كلاعب وسط في نادي ساغيس اللبناني.

## مسيرته
بدأ شرارة مسيرته المهنية مع نادي النجمة قبل ترقيته إلى الفريق الأول وكان يرتدي الرقم 9، شارك مع المنتخب اللبناني للشباب عام 1999 قبل انضمامه إلى المنتخب عام 2008 حيث يرتدي الرقم 9 أيضًا، قدم شرارة أداءاً رائعا في الموسم من خلال قيادة النجمة للفوز بلقب الدوري اللبناني الممتاز، وبعد نزاعات مع نادي النجمة قرر الانتقال إلى نادي الكرمل الأردني حيث لعب مباراتين، وفي الآونة الأخيرة وخلال الانتقالات الصيفية، انتقل إلى نادي الشباب البحريني.
في أغسطس 2011 وقع مع نادي إيرميس أراديبو في دوري لدرجة الأولى القبرصي لموسم 2011-12 ، وشارك لأول مرة لصالح إيرميس بنتيجة تعادل 0-0 ضد Ethnikos Achna في 10 سبتمبر.
بعد تجربة ناجحة انضم زكريا رسميًا في في 6 ديسمبر 2011 إلى نادي كيلانتان لكرة القدم بطل الدوري الماليزي الممتاز لعام 2011 والفريق الوصيف كأس ماليزيا 2011، حيث وقع عقدًا لمدة عامين مع النادي، يقع النادي في الساحل الشرقي لماليزيا ولعب في كأس الاتحاد الآسيوي 2012.
ومع ذلك نظرًا لقلة وقت اللعب مع نادي كيلانتان، قام زكريا وزميله في الفريق، إيمانويل أوكين بعقد صفقة إعارة حتى نهاية الموسم لصالح النادي الماليزي كوالالمبور في الدوري الممتاز،. سجل هدفه الأول في الدوري لصالح كوالالمبور، حيث حول ركلة جزاء بالتعادل 1-1 مع ساراواك في 5 مايو 2012.
بعد انتهاء موسم دوري ماليزيا الممتاز 2012 قرر زكريا مغادرة الفريق وانضم إلى النجمة، وظهر لأول مرة في 29 سبتمبر 2012 ضد شباب الغازية.

## مسيرة دولية
لعب زكريا مع منتخب لبنان لكرة القدم منذ عام 2009، وتمكن من تسجيل هدف واحد لبلاده، وكانت آخر مباراة له ضد كوريا الجنوبية في عام 2012.

### الأهداف الدولية
| #  | تاريخ        | مكان                   | الخصم   | الأهداف | نتيجة | منافسة      |
| -- | ------------ | ---------------------- | ------- | ------- | ----- | ----------- |
| 1. | 1 أبريل 2009 | ملعب صيدا الدولي، صيدا | ناميبيا | 1 -1    | 1-1   | مباراة ودية |

## روابط خارجية
- زكريا شرارة على موقع قاعدة بيانات كرة القدم.إي يو (الإنجليزية)
- زكريا شرارة على موقع ناشيونال فوتبول تيمز (الإنجليزية)
- زكريا شرارة على موقع Soccerway.com (الإنجليزية)
- زكريا شرارة - Goalzz.com